# ITunes Session (EP của Lady Antebellum)
| Đánh giá chuyên môn | Đánh giá chuyên môn |
| Nguồn đánh giá      | Nguồn đánh giá      |
| Nguồn               | Đánh giá            |
| ------------------- | ------------------- |
| Allmusic            | [ 1 ]               |

iTunes Session là một đĩa mở rộng của ban nhạc đồng quê người Mỹ Lady Antebellum được phát hành vào ngày 17 tháng 8 năm 2010 tại Mỹ. EP đạt được vị trí cao nhất là #17 trên bảng xếp hạng Mỹ Billboard 200.

## Danh sách ca khúc
| STT              | Nhan đề            | Sáng tác                                                 | Thời lượng |
| ---------------- | ------------------ | -------------------------------------------------------- | ---------- |
| 1.               | "I Run to You"     | Hillary Scott, Charles Kelley, Dave Haywood, Tom Douglas | 4:49       |
| 2.               | "Need You Now"     | Scott, Kelley, Haywood, Josh Kear                        | 4:04       |
| 3.               | "Learning to Fly"  | Tom Petty, Jeff Lynne                                    | 4:30       |
| 4.               | "Our Kind of Love" | Scott, Kelley, Haywood, Michael Busbee                   | 4:06       |
| 5.               | "Love This Pain"   | Marv Green, Jason Sellers                                | 3:16       |
| 6.               | "American Honey"   | Cary Barlowe, Hillary Lindsey, Shane Stevens             | 4:00       |
| 7.               | "Hello World"      | Douglas, Tony Lane, David Lee                            | 5:42       |
| Tổng thời lượng: | Tổng thời lượng:   | Tổng thời lượng:                                         | 30:47      |

## Xếp hạng
| Bảng xếp hạng (2010)            | Vị trí cao nhất |
| ------------------------------- | --------------- |
| US Billboard 200                | 17              |
| US Billboard Top Country Albums | 3               |

## Lịch sử phát hành
| Quốc gia | Ngày                | Định dạng       | Hãng đĩa        |
| -------- | ------------------- | --------------- | --------------- |
| Mỹ       | 17 tháng 8 năm 2010 | Tải kỹ thuật số | Capitol Records |